# Chilecito (departement)
Chilecito is een departement in de Argentijnse provincie La Rioja. Het departement (Spaans:  departamento) heeft een oppervlakte van 4.846 km² en telt 42.248 inwoners.

## Plaatsen in departement Chilecito
- Anguinán
- Catinzaco
- Chilecito
- Colonia Anguinán
- Colonia Catinzaco
- Colonia Malligasta
- Colonia Vichigasta
- Guanchín
- La Mejicanita
- La Puntilla
- Los Sarmientos
- Malligasta
- Miranda
- Nonogasta
- San Miguel
- San Nicolás
- Sañogasta
- Santa Florentina
- Tilimuqui
- Vichigasta